# Kloster Sobrado
Das Kloster Sobrado (Santa María de Sobrado; lat. Monasterium B. M. de Superato) ist ein Zisterzienserkloster der strengeren Observanz (Trappisten) in der Provinz A Coruña in Galicien in Spanien. Es liegt in der Gemeinde Sobrado dos Monxes rund 9 km östlich von Corredoiras und rund 46 km südöstlich von Betanzos auf 540 m Meereshöhe.

## Geschichte

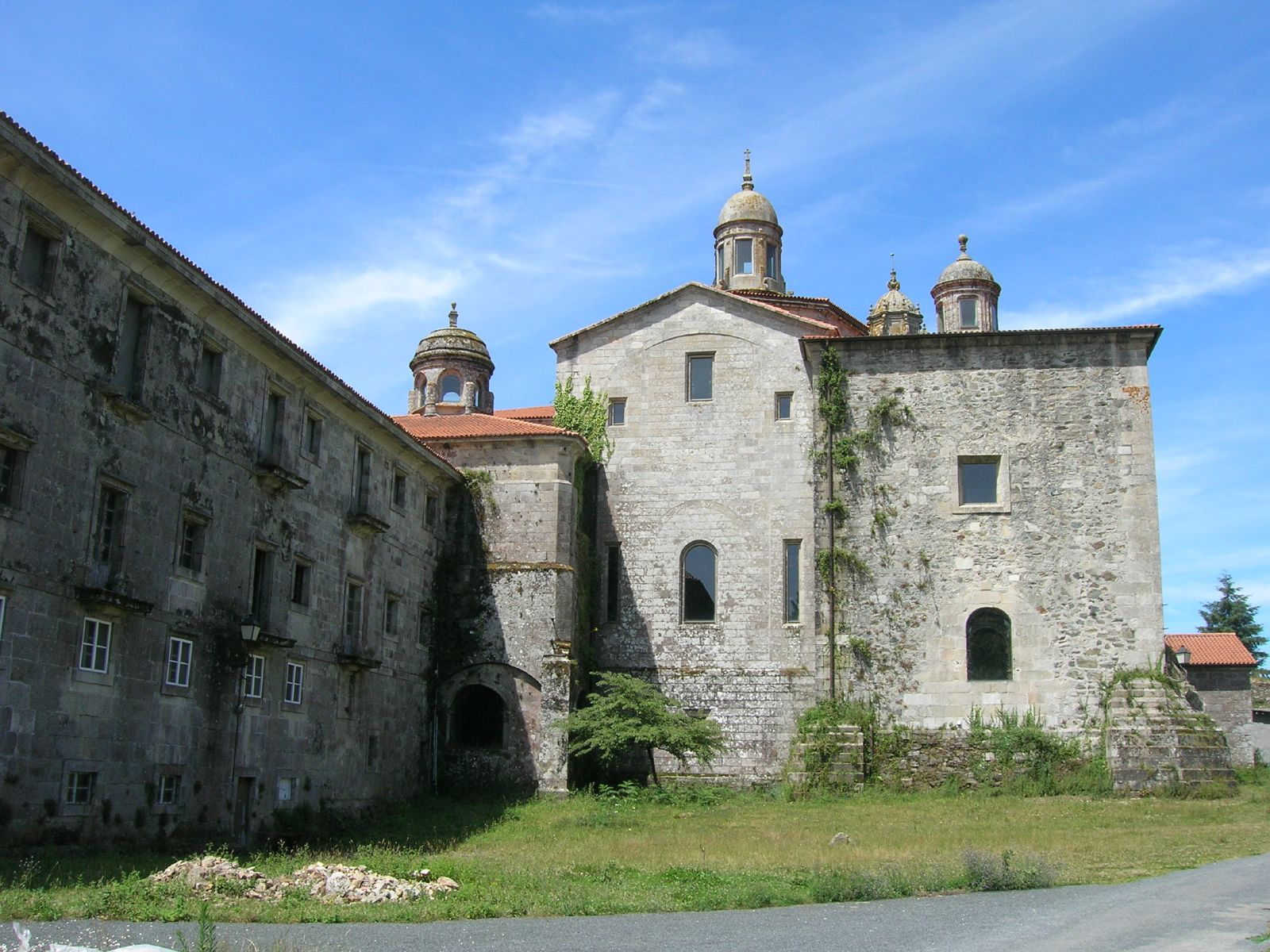
Chor der Klosterkirche und Konventsgebäude

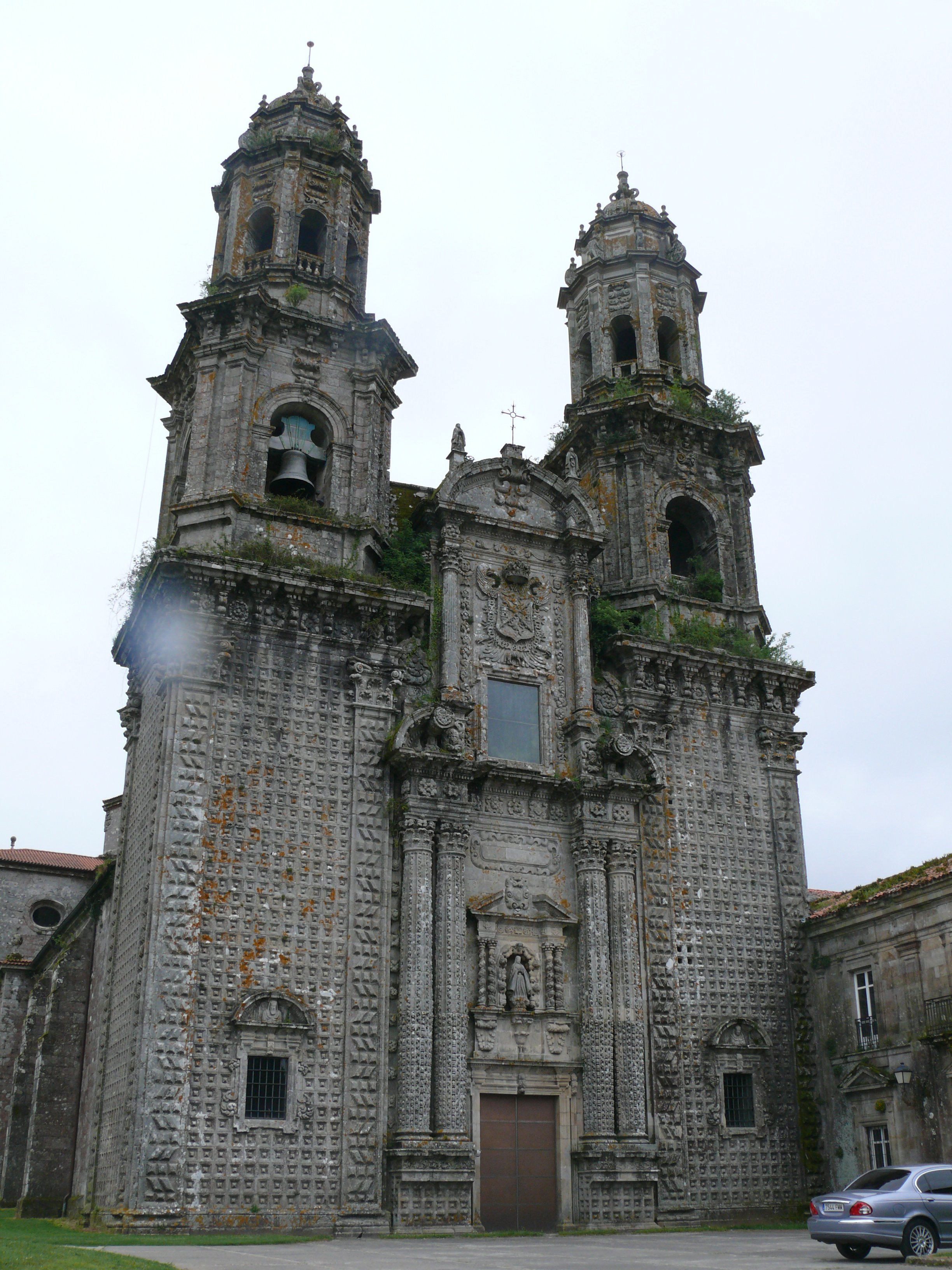
Fassade der Kirche

Das Kloster soll im 10. Jahrhundert von den Benediktinern gegründet worden sein. Zu Beginn des 12. Jahrhunderts war es verlassen. Im Jahr 1142 erfolgte die Wiedergründung als Zisterzienserkloster von der Primarabtei Clairvaux aus. Im 12. und 13. Jahrhundert blühte das Kloster und gründete mit Kloster Valdediós in Asturien eine Tochter; auch Kloster Monfero wurde nach seinem Anschluss an den Zisterzienserorden Sobrado unterstellt. Nach einer Zeit des Niedergangs schloss es sich als erste Abtei in Galicien 1498 der kastilischen Zisterzienserkongregation an. Die monumentale neue Klosterkirche wurde 1708 geweiht. Auch die Mehrzahl der Klostergebäude wurde um diese Zeit neu errichtet. Die Klosteraufhebung der Regierung Mendizábal brachte 1835 das Ende des Klosters, dessen Gebäude verkauft wurden und verfielen. Im Jahr 1954 begann der Wiederaufbau durch die Trappistenmönche von Kloster Viaceli in Cóbreces westlich von Santander, die bereits 1929 Kloster Huerta wiedergegründet hatten und im Jahr 1966 einen Konvent nach Sobrado entsandten.

## Bauten und Anlage
Die heutige, mehrfach überkuppelte Klosterkirche wurde gegen Ende des 17. Jahrhunderts errichtet, die Capilla de la Magdalena stammt aus dem 14. Jahrhundert. Die Sakristei hat Juan de Herrera erbaut. Die heutige Anlage hat zwei Kreuzgänge. Von den mittelalterlichen Klostergebäuden sind die Küche und der Kapitelsaal erhalten.

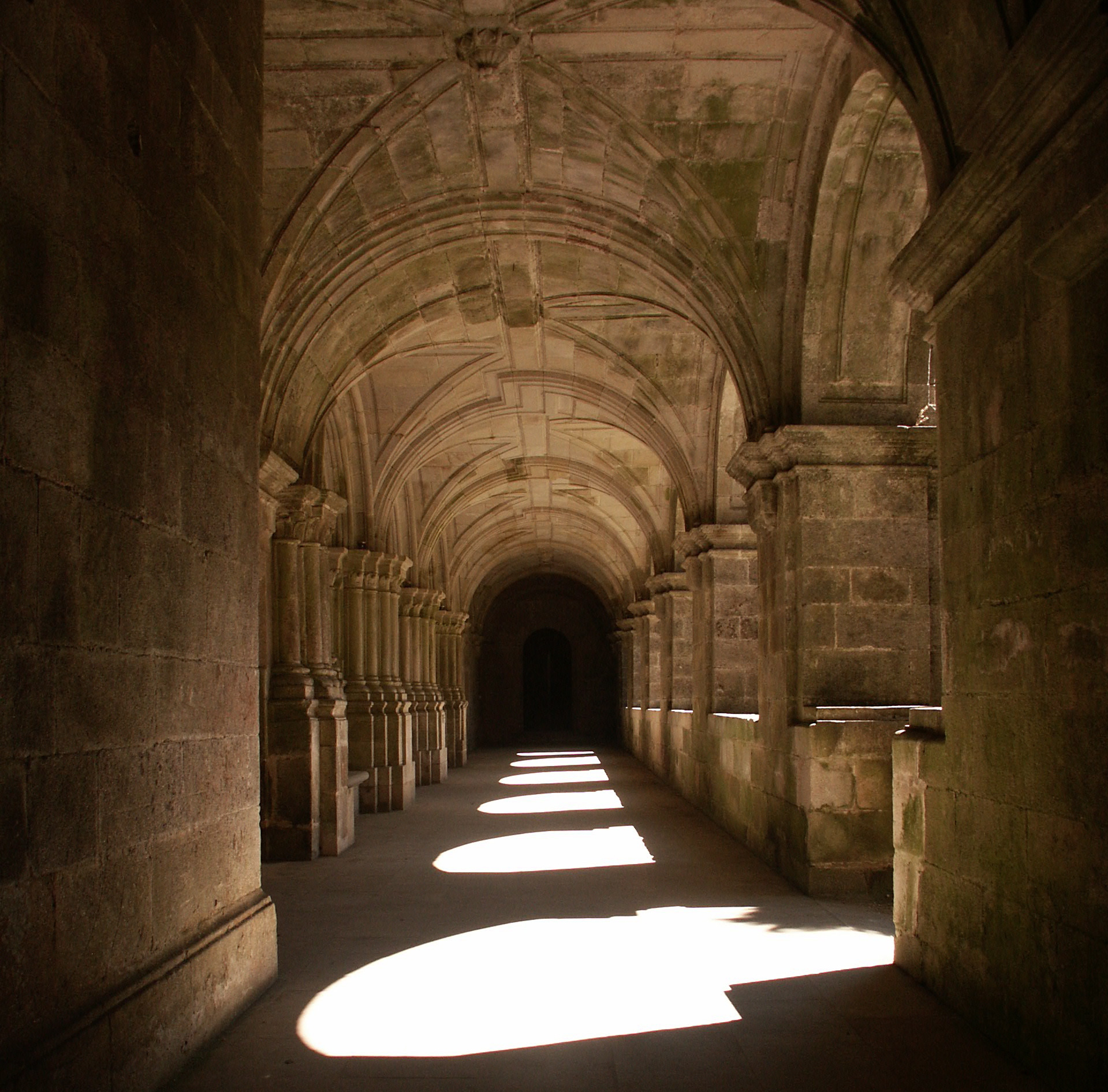
Sobrado Kreuzgang